# Silver Bridge
A Silver Bridge, oficialmente chamada Point Pleasant Bridge, era uma ponte pênsil construída em 1928 sobre o rio Ohio, nos Estados Unidos. A construção ligava as cidades de Point Pleasant, na Virgínia Ocidental, e Gallipolis, no estado de Ohio, e era parte da U.S. Route 35. O apelido pelo qual era mais conhecida, "Ponte de Prata", veio da cor prateada da pintura à base de alumínio.

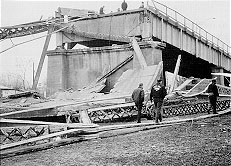
Silver Bridge depois de seu colapso, visto de Ohio

Em 15 de dezembro de 1967, a Silver Bridge colapsou durante o tráfego do horário de pico, causando a morte de 46 pessoas, das quais duas nunca foram encontradas. Uma investigação dos destroços concluiu que o colapso foi causado por uma falha na corrente de suspensão da ponte devido a um pequeno defeito de construção (2,5 mm de profundidade). Outras análises mostraram que, além de falhas na manutenção, a ponte estava suportando muito mais peso do que seu projeto inicial determinava.
No Brasil, o colapso da Silver Bridge causou preocupação das autoridades em Florianópolis, visto que a Ponte Hercílio Luz, na época a única ponte da capital catarinense, tinha sido construída de forma bastante similar e pela mesma empresa. Ela acabou sendo interditada alguns anos mais tarde e passou por uma extensa reforma para evitar o mesmo destino. Nos Estados Unidos, o incidente da Silver Bridge levou à adoção de medidas mais restritivas em relação a futuros projetos de pontes, e também uma análise de comissionamento das pontes mais antigas para a criação de um protocolo que determinasse quais seriam submetidas a uma manutenção mais cuidadosa.
A Silver Memorial Bridge foi construída a cerca de 1,3km ao sul do local onde ficava a Silver Bridge, se tornando a nova rota da Highway 35, em 1969.